# Umberto Ferraro
Umberto Ferraro (Locri, 11 dicembre 1973) è un militare italiano, Brigadiere dell'Arma dei Carabinieri, insignito di Medaglia d'oro al valor civile.